# Harmochirus
Harmochirus là một chi nhện trong họ Salticidae.